# 利西欽齊
49°40′53″N 26°0′39″E / 49.68139°N 26.01083°E
利西欽齊（烏克蘭語：Лисичинці），是烏克蘭的村落，位於該國西部捷爾諾波爾州，由捷尔诺波尔区負責管轄，面積2.14平方公里，2001年人口477，人口密度每平方公里223人。